# The Loud Mouth
The Loud Mouth er en amerikansk kortfilm fra 1932. Filmen blev instrueret af Del Lord og produceret af Mark Sennett. Filmen, der handler om en mand der har svært ved at tie stille, blev nomineret til en Oscar for bedste kortfilm (komedie) i 1932.